# Сан Томазо (Ломбардија)
Сан Томазо је насеље у Италији у округу Бреша, региону Ломбардија.
Према процени из 2011. у насељу је живело 305 становника. Насеље се налази на надморској висини од 162 м.